# Wochdżi
Wochdżi – wieś w Armenii, w prowincji Szirak. W 2011 roku liczyła 548 mieszkańców.